# طلوع مرکوری
طلوع مرکوری (به انگلیسی: Mercury Rising) فیلمی محصول سال ۱۹۹۸ آمریکا به کارگردانی هارولد بکر است. در این فیلم بازیگرانی همچون بروس ویلیس، الک بالدوین، میکو هاجس، شای مک‌براید، کیم دیکنز، جان کارول لینچ، رابرت استانتون، کوین کانوی، کری پرستون، پیتر استرمر، جان دومن و ریچارد ریلی ایفای نقش کرده‌اند.

## خلاصه داستان
یک رمز سری به نام مرکوری توسط یک دستگاه اطلاعاتی در آمریکا ساخته شده است اما سازندگان آن برای اطمینان یافتن از استحکام و همچنین کشف نشدن این رمز آن را در یک مجله سرگرمی چاپ می‌کنند و برای کسی که آن را حل کند جایزه در نظر می‌گیرند.
اما یک کودک اوتیسم به نام سیمون(میکو هاجس) موفق به کشف این رمز می‌شود برای همین سرهنگ کودرو (الک بالدوین) که رئیس بخش تحقیقاتی است دستور قتل این بچه وخانواده‌اش را می‌دهد کسی که مأمور کشتن است موفق به کشتن پدر و مادر سیمون می‌شود اما خود او فرار می‌کند.
مأمور رسیدگی به این پرونده آرت جفریز (بروس ویلیس) می‌شود او موفق به پیدا کردن سیمون می‌شود و مسئولیت حفظ جان او را به عهده می‌گیرد پس از مدتی مأموران مخفی دوباره قصد کشتن سیمون را می‌کنند اما آرت جفریز جان سیمون را نجات می‌دهد و بعد از مدتی به ماجرا و دلیل این که چرا آن‌ها می‌خواهند این بچه را بکشند پی می‌برد و…